# Mall (Lied)
Mall (albanisch für Sehnsucht) ist ein albanischsprachiger Rocksong, der von Eugent Bushpepa komponiert und interpretiert wurde. Er gewann mit dem Titel das Festivali i Këngës 2017 und vertrat daraufhin Albanien beim Eurovision Song Contest 2018 in Lissabon.

## Festivali i Këngës
Im November 2017 wurde bekanntgegeben, dass Bushpepa beim kommenden Festivali i Këngës teilnehmen würde. Anfang Dezember wurde sein Wettbewerbstitel zusammen mit den anderen Teilnehmern vom albanischen Rundfunk Radio Televizioni Shqiptar veröffentlicht. Mit dem Titel Mall nahm er am 21. Dezember 2017 am ersten Halbfinale des Festivals teil, aus welchem er sich für das Finale qualifizieren konnte. Dieses gewann er am 23. Dezember. Dirigent seines Beitrages war Jetmir Barbullushi.
Bushpepa hatte ursprünglich nicht geplant, mit dem Titel am Festival teilzunehmen. Das Lied sei stattdessen für sein erstes Album bestimmt gewesen.

## Musik und Text
Musik und Text stammen von Bushpepa. Er produzierte das Lied mit Jim Lowe. Letzterer war außerdem für die Abmischung zuständig. Die Version, die beim Festivali i Këngës vorgetragen wurde, hat eine Länge von knapp viereinhalb Minuten. Die gekürzte Version beträgt drei Minuten und zehn Sekunden, um den Regularien des Eurovision Song Contest zu entsprechen. Sie wurde Mitte März 2018 veröffentlicht. Änderungen betreffen insbesondere das Intro und Outro, welche gekürzt wurden. Die erste Strophe ist kürzer und die erste Wiederholung des Refrains wird mit weniger Nachdruck gesungen. Außerdem setzt der „Ohohoh“-Teil des Chors erst nach der letzten Wiederholung des Refrains ein.
Laut Benny Royston von Metro beginnt das Lied im Stil der Country-Musik, woraufhin es von volkstümlichen Untertönen und Streichern geprägt wird. Weiterhin wird der Titel im Stil von Rocksongs aus den 80er-Jahren eingeordnet.
Der Text beschreibt laut Aussage des Sängers die Sehnsucht nach seiner Familie, während er eine längere Zeit in Italien verbracht habe. Zurück in seiner Heimat habe er dasselbe Gefühl empfunden, als er eines Morgens aufgewacht sei und seine Verlobte vermisst habe, welche sich auf der Arbeit befand.

## Beim Eurovision Song Contest

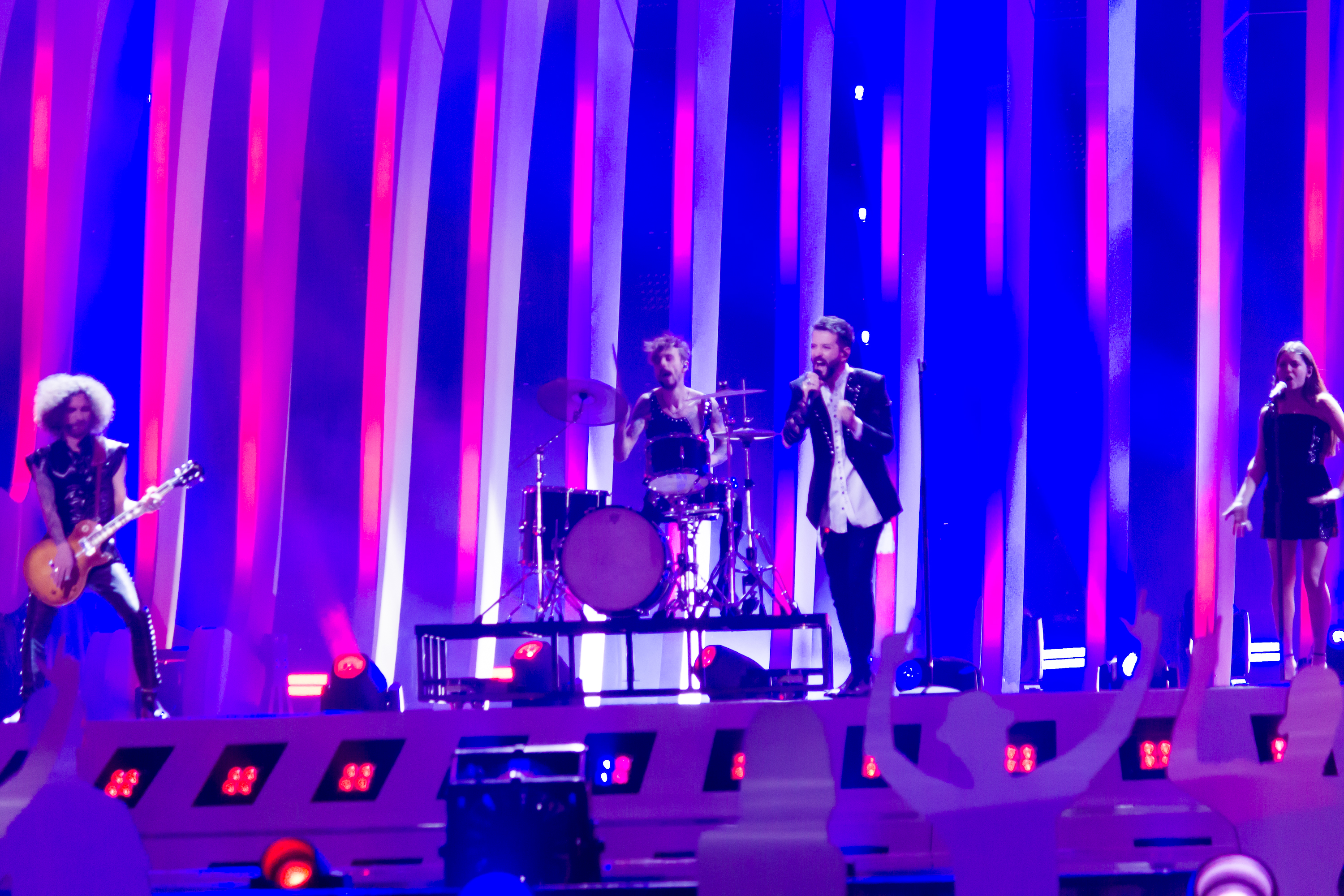
Bushpepa auf der Bühne des Eurovision Song Contest 2018

Albanien trat am 8. Mai 2018 im ersten Halbfinale des Eurovision Song Contest 2018 an dritter Stelle an. Bushpepa wurde auf der Bühne von zwei Begleitsängerinnen, Erinda Agolli und Greta Radovani, sowie von den Musikern Denis Hima, Gerti Hima und Besnik Nikolli begleitet. Das Land erreichte im Halbfinale den neunten Platz und konnte sich somit erfolgreich für das Finale qualifizieren. Dieses fand am 12. Mai statt. Albanien trat als zwölftes von 26 Ländern auf und erreichte mit einem Gesamtergebnis von 184 Punkten den elften Platz. Mehr als zwei Drittel der Punkte kamen von den Jurys. Dennoch vergab lediglich die aserbaidschanische Jury die Höchstpunktzahl an Albanien. Stattdessen erhielt Albanien zwölf Punkte von Italien sowie von Nordmazedonien aus der Zuschauerabstimmung.
Die unverdeckten Tattoos des Sängers führten beim chinesischen Fernsehsender Mango TV zu einer nachträglichen Entfernung. Die Zusammenarbeit mit dem chinesischen Fernsehen wurde daraufhin seitens der Europäischen Rundfunkunion beendet.

## Rezeption
Die Peiner Allgemeine Zeitung beschrieb den Titel als „B-Seite von Bon Jovi“. Albanien schicke endlich keine „Schmachtballade“, sondern „eine vergleichsweise harte Nummer“ zum ESC. Laut Marco Schreuder vom Standard werde Mall von Eugent Bushpepa „stimmlich sensationell und eindringlich vorgetragen“.
Der Blog ESCXtra lobte ebenfalls die stimmlichen Fähigkeiten des Sängers, jedoch gingen die Meinungen über den Titel auseinander. Wiwibloggs schrieb, dass die Zeit der von Frauen gesungenen Power-Balladen vorüber sei. Positiv wurde seine gute Stimme bewertet. Einige der Rezensenten verstehen den Beitrag als Hymne. Uneinigkeit herrschte in der Frage, ob die kürzere Version an Qualität eingebüßt habe.

## Veröffentlichung
Die Version, mit welcher Bushpepa das Festivali i Këngës gewann, wurde am 5. Dezember 2017 auf YouTube veröffentlicht. Sie wurde nie als Musikstream oder Download veröffentlicht. Am 16. März 2018 wurde die gekürzte Fassung erstmals auf YouTube veröffentlicht. Zehn Tage später erschien hierzu ein Musikvideo, welches unter der Regie von Ajola Xoxa entstanden war.